# Каравеј (Арканзас)
Каравеј (енгл. Caraway) град је у америчкој савезној држави Арканзас.

## Демографија
По попису из 2010. године број становника је 1.279, што је 70 (-5,2%) становника мање него 2000. године.
| Група             | 2000.         | 2010.         |
| Белци             | 1.305 (96,7%) | 1.231 (96,2%) |
| Афроамериканци    | 0 (0,0%)      | 2 (0,2%)      |
| Азијати           | 1 (0,1%)      | 0 (0,0%)      |
| Хиспаноамериканци | 39 (2,9%)     | 42 (3,3%)     |
| Укупно            | 1.349         | 1.279         |